# Macac crabivor
Macacul crabivor sau macacul mâncător de crabi, maimuța cynomologus (Macaca fascicularis) este o maimuță omnivoră răspândită în Asia de Sud-Est. Are o lungime de 38–55 cm. Masculii sunt mult mai mari decât femelele. Au un bot alungit, iar în creștetul craniului au o creastă longitudinală. Posedă buzunare bucale și stomac simplu. Trăiesc în cete formate din 3-20 femele, puii lor și unul sau mai mulți masculi. Sunt foarte zburdalnice și gălăgioase. Se hrănesc cu fructe sau alte alimente vegetale, cu insecte și cu vertebrate mai mici. 